# Astragalus auratus
Astragalus auratus är en ärtväxtart som beskrevs av Nikolai Fedorovich Gontscharow. Astragalus auratus ingår i släktet vedlar, och familjen ärtväxter. Inga underarter finns listade i Catalogue of Life.